# Chautara
Chautara, ook Choutara, is een dorpscommissie (Engels: village development committee, afgekort VDC; Nepalees: panchayat) in het noorden van Nepal, en tevens de hoofdplaats van het district Sindhulpalchok.
Chautara ligt 38 kilometer ten noordoosten van de hoofdstad Kathmandu.